# Geraldina Guerra Garcés
Geraldina Guerra Garcés   (Equador, segle XX) és una activista equatoriana que lluita contra els feminicidis a través de la recopilació d'informació i l'elaboració de mapes socials.
Ha treballat en la defensa dels drets de les dones des del 2006. Impulsa l'Aliança Feminista pel Mapatge de Feminicidis a l'Equador i és la cara visible de la Xarxa Nacional de Cases d'Acollida per a víctimes de violència de gènere de l'Equador. Des del 2021 esdevingué presidenta de la Fundació Aldea, especialitzada a fer cartografia social sobre els feminicidis a l'Equador.
El 2022 fou inclosa en la llista de les 100 dones més inspiradores de la BBC.